# Antonina Nejdànova
Antonina Vassílievna Nejdànova, rus: Антони́на Васи́льевна Нежда́нова, fou una cantant d'òpera russa (soprano) nascuda el 16 de juny del 1873 a prop d'Odessa i morta el 26 de juny del 1950 a Moscou. És una de les representants més grans de l'escola vocal russa.

## Biografia
Nascuda a Krivaia Balka, a l'uiezd d'Odessa (actualment a Ucraïna) en una família de professors rurals, 
Antonina va cantar en un cor de l'església des dels set anys. Després d'estudiar a l'Acadèmia de Música d'Odessa on va aprendre piano, va marxar a Sant Petersburg, però no va accedir al conservatori. El 1899 va ser admesa al Conservatori de Moscou a la classe d'Umberto Masetti. En sortir el 1902 amb una medalla d'or, va ser convidada al Teatre Bolxoi, on va debutar el 23 d'abril de 1902 en el paper d'Antonida a Una vida pel tsar. Va ser en aquest teatre on va treballar més de trenta anys. Nejdànova tenia una veu de claredat i virtuosisme superior i cantà gairebé tots els papers principals del repertori rus i europeu: Liudmila, Tatiana, Rosina, Lakmé, la reina de Xemakha i molts altres.
El 1912, va cantar a l'Opéra de Paris, interpretant el paper de Gilda a Rigoletto, en la que seria la seva única actuació a l'estranger.
El 1936, formarà part de les primeres tretze persones en el camp de la cultura a rebre el títol d'Artista del Poble de l'URSS i el 1943 esdevindrà doctora en arts pels seus articles sobre Nikolai Rimski-Kórsakov, Rakhmàninov i Leonid Sóbinov. El mateix any es convertí en professora al Conservatori de Moscou.
Nejdanova actuà sovint com a cantant de cambra. El seu repertori incloïa obres de Serguei Rakhmàninov, Piotr Ilitx Txaikovski, Franz Schubert i cançons populars russes.
Antonina Vassílievna Nejdànova va morir el 26 de juny de 1950 a Moscou. Va ser enterrada el 29 de juny al cementiri de Novodèvitxi (parcel·la núm. 3).

### Família
- Marit - Nikolai Semiónovitx Golovànov (1891-1953), director d'orquestra, director de direcció, pianista, compositor i professor. Artista del Poble de l'URSS (1948)
- Cosí - Vladímir Pàvlovitx Kassiànov (1883-1960), actor i director de cinema.